# 甄敬
甄敬（？—？），字子一，號龍庄，山西太原府平定州千戶所軍籍，岢嵐州嵐縣人，明朝政治人物。

## 生平
嘉靖三十一年（1552年）壬子科山西鄉試第四十九名。嘉靖三十二年（1553年），登進士第三甲第一百四十名。户部观政，授直隶大名縣知縣，三十六年八月考选，授福建道試監察御史，三十七年二月實授御史，巡按陕西，弹劾甘肃总兵孫朝，革其职。後降职为河间府推官，升開封府同知，累升至四川僉事。萬曆五年（1577年）正月升陕西行太僕寺少卿，卒。

## 家族
曾祖甄福祥；祖父甄鏞，封中書舍人；父甄成德，曾任南京兵科給事中，母馬氏（封孺人）。弟甄敏、甄敩、甄枚、甄敦。